# Meteorologi
Meteorologi er studiet af atmosfæren som fokuserer på vejrprocesser og vejrudsigter. Meteorologiske fænomener er observerbare vejrhændelser. Disse hændelser er afgrænset af variabler som eksisterer i jordens atmosfære. Variablerne er temperatur, tryk, vanddamp, gradienter og samspillet af variable, for at nævne nogle få.
Meteorologi, klimatologi og atmosfærisk fysik indgår i de atmosfæriske videnskaber.

## Meteorologiske instrumenter og udstyr
- anemometer
- barometer
- hygrometer
- termometer
- radar

- Doppler radar

- satellit
- regnmåler
- vejrhane

## Meteorologisk døgn
Et meteorologisk døgn tager sit udgangspunkt fra kl. 07:00 til 07:00 næste dag lokal tid. Således begyndte f.eks. den meteorologiske dag 31. marts klokken 7:00 på dagen og sluttede 1. april 7:00. Et isdøgn vil derfor vare 24 timer fra 7:00 til 7:00 næste dag og følger dermed ikke den normale døgncyklus.